# La Palma de Cervelló
La Palma de Cervelló és un municipi de la comarca del Baix Llobregat.

## Geografia
- Llista de topònims de la Palma de Cervelló (muntanyes, serres, collades, indrets, rius, fonts, cases, masies, esglésies…).

És a l'esquerra de la riera de la Palma o de Rafamans, afluent per l'esquerra de la de Cervelló, que neix al puig de les Agulles, dins el terme de Corbera de Llobregat. El poble es formà al llarg de la carretera que duu a Corbera de Llobregat.
| Corbera de Llobregat | Pallejà  | Pallejà                |
| Corbera de Llobregat |          | Molins de Rei          |
| Cervelló             | Cervelló | Sant Vicenç dels Horts |

## Història

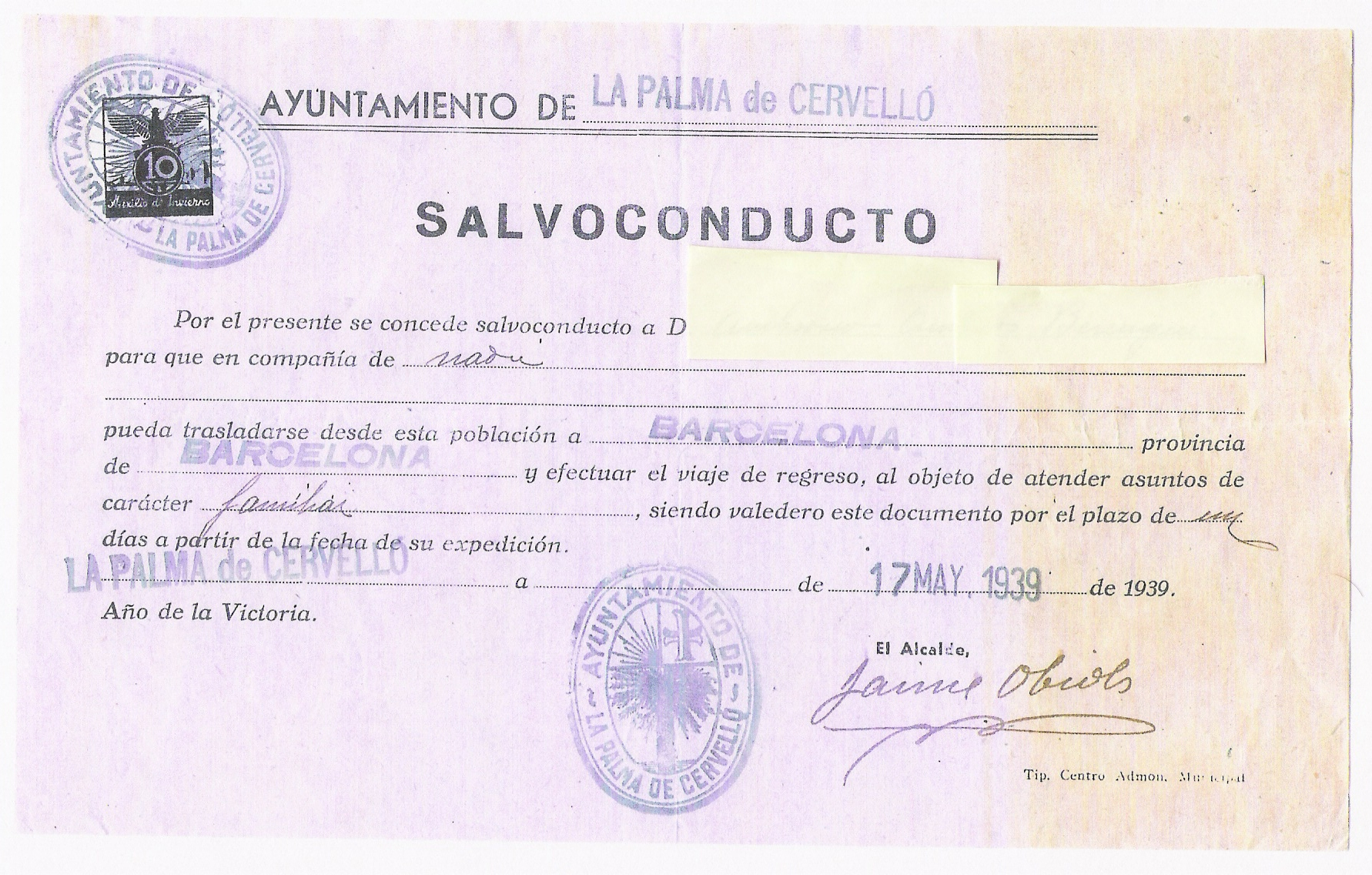
Salconduit durant la Dictadura de Franco

El topònim de la Palma possiblement prové d'una idea simbòlica d'origen religiós eremític, i apareix per primera vegada citat a un document que data del 964, en una donació de terres efectuada al monestir de Sant Cugat, el qual depenia del bisbat de Barcelona. Però la donació transcendent per a la història de la Palma va ser el 945 per la comtessa Riquilda, muller del comte Sunyer, realitzada al monestir de monges benedictí Sant Pere de les Puelles, mentre la filla dels comtes, Adelaida Bonafilla, n'era l'abadessa. Coincidint amb el moment en què es realitzen aquestes donacions (segona meitat del segle X) es construí la capella de Sant Joan del Pla i Sant Feliu del Pla o de l'Erm, coneguda ara com del Pla de Sant Joan, i que pel seu estil de primer romànic llombard i també per la proximitat es podria relacionar amb el monestir de Sant Ponç de Corbera, situades ambdues als extrems de la vall de Rafamans. Aquest context d'organització territorial i eclesiàstica és comú del segle X per assegurar aquells territoris erms, despoblats i insegurs de la banda dreta del riu Llobregat, després de la conquesta i repoblació de les antigues terres de domini sarraí. També d'aquesta època, està datada la sagrera descoberta en les excavacions de la plaça de l'església de La Palma, realitzades el 2004, a partir de les quals es descobrí un conjunt de tombes antropomorfes, situades cronològicamenti i majoritària als segles X-XI, que confirmarien l'existència d'aquesta església en època romànica o, fins i tot, preromànica. També s'hi descobriren sitges o estructures d'emmagatzematge que confirmarien l'existència de la sagrera,
L'església parroquial de la Palma està documentada des del 1231, i està dedicada a santa Maria i sant Brici.
La Palma de Cervelló és un municipi independent des de 1998.

## Relació amb Cervelló

### Agregació a Cervelló (1857-1937)
El 1857 (durant el regnat d'Isabel II) es va agregar a Cervelló, amb qui formaria un sol municipi durant vuitanta anys, fins a la primera desagregació l'any 1937.
És curiós que durant aquesta etapa, el 1867, la parròquia de Santa Maria de la Palma de Cervelló esdevé autònoma de Sant Esteve de Cervelló, per decisió del bisbe de Barcelona Pantaleó Montserrat i Navarro. Havia estat sufragània de Sant Esteve des del 1319.

### Primera desagregació (1937-1939)
Es va constituir com a municipi entre 1937 i 1939, durant la Segona República i en plena Guerra Civil, en un breu període de dos anys. La constitució de la «barriada de la Palma de Cervelló» com a municipi va ser ordenada pel govern de Lluís Companys (ERC) el 28 de maig de 1937.
Durant aquesta etapa es va crear paper moneda oficial del nou municipi amb valors d'una pesseta i de cinquanta cèntims per import de cinc mil pessetes, segons acord del 9 de setembre de 1937. Els bitllets constaven d'un dibuix de l'artista Valter. Més endavant es van emetre discs de cartolina amb valors de deu i cinc cèntims per import de sis-centes pessetes.

### Segona agregació a Cervelló (1939-1998)

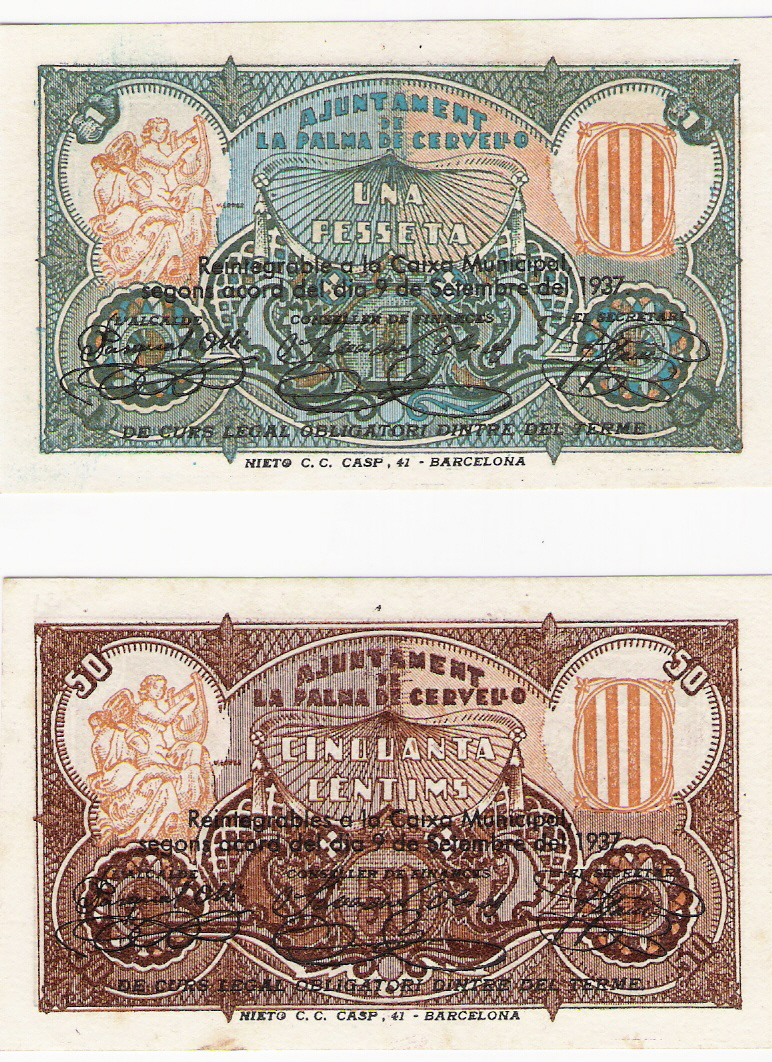
Paper moneda Republica 1937 La Palma de Cervello

La fi de la Guerra Civil espanyola i la proclamació del bàndol nacional i del general insurrecte Francisco Franco com a vencedors fan que es suprimeixin totes les ordenances realitzades durant la Segona República Espanyola. Com a conseqüència la Palma de Cervelló torna a l'antic estat com a municipi agregat a Cervelló per a gairebé seixanta anys. Amb tot i això, en una Sessió municipal de juny de 1940 els veïns de la Palma sol·liciten ser Entitat Local Menor de Cervelló. Més tard, l'any 1947, els veïns de La Palma demanen expressament agregar-se de nou a l'Ajuntament de Cervelló (acta de 18 de desembre de 1947), anys més tard dels decrets del Franquisme de principis de la Dictadura.

### Segona desagregació de Cervelló (1998-?)
Els veïns de la Palma de Cervelló van començar a preocupar-se per recuperar l'autonomia al final de la dècada dels anys vuitanta. El 23 de desembre de 1988 van demanar a l'ajuntament de Cervelló la segregació d'una part del terme municipal per constituir el municipi independent de la Palma, proposta que va ser ben rebuda i acceptada pel ple a l'Ajuntament de Cervelló el 17 de març de 1989, només amb oposicions als límits municipals proposats pels promotors.
L'any 1995 l'alcalde, Josep Lluís Morant (CIU) i totes les forces polítiques de Cervelló van votar a favor de la desagregació de la Palma de Cervelló del municipi de Cervelló, malgrat això, el govern de la Generalitat de Catalunya s'hi va oposar en diverses ocasions, possiblement abrumada per la creixent demanda de desagregacions. L'any 1996, per exemple, la comissió de delimitació territorial de la Generalitat va oposar-se i va proposar la creació d'una entitat municipal descentralitzada (EMD).
Finalment es va desagregar de Cervelló l'any 1998. Va entrar en la Història com un dels darrers pobles de Catalunya en aconseguir la desagregació. La segregació va aprovar-se el 21 de juliol en el DECRET 185/1998 amb Jordi Pujol (CIU) com a president de la Generalitat.
El primer govern de la Palma de Cervelló va ser una comissió gestora formada per onze membres de les tres llistes electorals presentades. Els onze membres de la comissió gestora que va constituir-se el 30 de desembre de 1998 van ser: Jaume Tintoré, Joan Llop, Lluís Fisas, Pere Ardoy, Josep Maria Llop, Josep Miquel Pérez, Albert Guilera, M. Àngels Ollé, Quim Obiols, Joan Gràcia i Miquel Farga.

## Marquesat de la Palma
L'any 1873, durant la tercera guerra carlina, el coronel de la Guàrdia Civil Gaietà Freixa va proclamar a la Palma de Cervelló el pretendent Carles de Borbó i Àustria-Este al capdavant del seu terç de la Guàrdia Civil. Per aquest fet, Don Carles al seu fill Joaquim Freixa i Fuster el títol de Marquès de la Palma. El segon marquès de la Palma fou Josep Maria de Freixa i d'Hansay.

## Les masies de la Palma
Per la rodalia de la Palma hi ha unes quantes masies, totes habitades, que testimonien que fins no fa gaire la vida a la vall de Rafamans era eminentment agrícola. N'hi ha tres que han quedat absorbides dins del nucli urbà, en un espai que abaneren hortes, vinyes, oliveres i fruiters, i on els únics habitatges eren les masies.
Can MascaróUna gran masia de les més antigues de la Palma. S'hi arriba per un camí particular que surt de la carretera abansd'arribar al nucli de població. Situada en un extens pla entre la riera de la Palma i el torrent d'en Mascaró, és un edifici de tres plantes i annexos encerclat per una paret i amb un gran portal adovellat on figura l'escut de la casa, representat per una mà oberta.
Can VidalMasia situada abans d'entrar al poble, tocant a la carretera i a la dreta de la riera. L'edifici, restaurat, és pintat de blanc i hi destaca el portal adovellat de pedra rogenca, igual que la llinda i els brancals de les finestres. A la dreta s'hi obre una galeria d'altes arcades.
Can PongemCasa pairal de 1750 i restaurada el 1928. Situada a 160 metres d'altitud, la casa queda queda tancada per un alt mur de pedra que li dona aspecte de casa forta. Al centre de la façana hi ha un artístic rellotge de sol on hi ha gravats els anys 1750 i 1928. Un passadís a l'interior de la casa comunica amb la capella. L'entrada a la capella des de l'exterior es fa per una graonada de pedra i sobre la porta hi figura la data de 1757, any de la consagració. A l'interior hi ha un petit altar dedicat a Sant Antoni de Pàdua i hi consta l'any 1650. Prop de can Pongem hi ha una font i còmodes senders que s'endinsen al bosc. Des de la Palma s'hi va pel camí de can Pongem, que enllaça amb el camí particular de la casa i des d'on es pot anar a peu a Pallejà.
Can LlopartLa masia més enlairada del terme, a 170 metres, a la meitat del camí antic de Cervelló. La masia consta de tres cossos d'edifici units i compta amb un portal adovellat. Des de la carretera s'hi entra a través d'un gran portal. Els conreus queden en un pla inferior. Des de la Palma s'arriba a Can Llopart per una pista que s'inicia a l'entrada del poble pujant pel costat dret de la riera.
Can BenetA 120 metres d'altitud, sobre el costat esquerre de la riera, és la masia més petita i rústica de la Palma. Les parets són de pedra vista i té un rellotge de sol. Els conreus ocupen el terreny del davant. S'hi va pel camí de la riera que surt al final del carrer Sant Jordi.
Cal SerenoA 110 metres d'altitud, és una vella masia, a la dreta de la riera i enfront de Can Benet. La masia és espaiosa, de dues plantes i golfes, amb obertures petites i escasses, amb un portal senzill. Adossats a l'esquerra hi ha els corrals i annexos.
Can ViaSobre el costat dret de la riera, Can Via queda al darrere de Cal Sereno. Per anar-hi cal continuar pel camí de la riera, passar el pont i pujar per una àmplia pista de terra. Orientada a migdia i de dues plantes, té la façana pintada, les finestres de pedra rogenca de llinda horitzontal i portal adovellat de la mateixa pedra en contrast. Al fons del torrent que baixa de la muntanya hi ha una font.
Ca n'IglésiesA la mateixa plaça de l'església, encerclada per una alta paret i un gran portal. Al pati interior es distribueixen les dependències i coberts propis d'una masia. La casa té dues plantes i ha estat modernitzada. L'heretat era molt gran i comprenia els terrenys de l'actual urbanització de Ca n'Iglésies, al centre del poble.
Ca l'AnzíAl mig del poble, amb un hort al davant, és una masia molt antiga semblant a la de Can Benet i que es va reconstruir totalment l'any 1930 aprofitant les gruixudes parets del vell edifici. Té tres plantes, amb la façana principal arrebossada, i la que dona al carrer Santa Maria amb un balcó¡ doble i un rellotge de sol on consta l'any 1930.
Ca n'OlléS la sortida del poble per la banda de ponent, al final del carrer Sant Jordi. És un gran edifici de tres plantes amb alts finestrals i balcons de ferro. Hi ha una galeria de grans arcades a l'esquerra. Al davant té un pati tancat i a la dreta hi ha un edifici amb entrada independent per als masovers. Al costat hi ha un safareig i una font. La casa té un extens hort al davant. L'heretat s'estenia per la riera i l'actual camp de futbol.
Ca l'Aristot

## Llocs d'interès
- Barraques de pedra seca
- Cingleres de Pallejà
- Cova dels Dos/ del Bisbe
- Capella de Sant Joan del Pla o de l'Erm
- Ermita de Sant Vicenç Ferrer
- Font de can Mascaró
- Font de can Via
- Font del Marge
- Font del Moler
- Font de Mas Tabà
- Font de Santa Rita
- La cara de Tabà
- Pla de Sant Joan
- Riera de Rafamans

## Demografia
| Entitat de població  | Habitants (2023) |
| Ca n'Iglésies        | 1.528            |
| la Palma de Cervelló | 1.338            |
| Can Vidal            | 166              |
| Can Mascaró          | 8                |
| Font: Idescat        |                  |

| 1996  | 1998  | 2000  | 2002  | 2004  | 2006  | 2008  | 2010  | 2012  | 2014  |
| ----- | ----- | ----- | ----- | ----- | ----- | ----- | ----- | ----- | ----- |
| 2.317 | 2.519 | 2.679 | 2.898 | 2.881 | 2.988 | 3.027 | 3.035 | 3.023 | 3.002 |

| 2016  | 2018  | 2020  | 2022  | 2024  | 2026 | 2028 | 2030 | 2032 | 2034 |
| ----- | ----- | ----- | ----- | ----- | ---- | ---- | ---- | ---- | ---- |
| 3.000 | 2.982 | 2.992 | 3.026 | 3.044 | -    | -    | -    | -    | -    |

## Calendari festiu i cultural
Aquestes són les tradicions arrelades al poble i que tenen continuïtat.
- Nit de Reis, 5 de gener. Cavalcada de Reis pels carrers de la Vila i rebuda de Ses Majestats.
- Carnestoltes, Data variable. Concurs i ball de disfresses dissabte al vespre. Diumenge es fa una rua de Carnestoltes.
- Setmana Santa, Dilluns de Pasqua. Sardanes i cantada de caramelles.
- Dia Mundial de la Poesia. Celebració del 21 de març amb un recital poètic amb acompanyament musical a la Biblioteca Municipal.
- Homenatge a la vellesa, abril (de caràcter biennal). Missa cantada a l'església de Santa Maria, actuació de gegants i grallers, dinar de germanor, actuacions diverses i ball.
- Sant Jordi. Festa de Sant Jordi del Casal de la Gent Gran amb berenar. Paradetes d'entitats i actuacions a la Plaça Cervantes. Festa oberta al poble al pati de l'escola El Solell.
- Festa Major de Sant Isidre. Al voltant del 15 de maig. Missa, cercavila, sardanes i ball, entre altres activitats. També té lloc l'Aplec al Pla de Sant Joan amb esmorzar popular, missa, animació infantil, sardanes i dinar de germanor. Dins la Festa de Sant Isidre s'inclou el concert Xapulina Roc, també al Pla de Sant Joan.
- La Cultura va a la font. Festival de poesia, música i teatre durant el mes de juliol, a la font de Santa Rita i a la font del Marge.
- Festa Major. Al voltant del 15 d'agost. El programa festiu inclou: festa de l'escuma, mostra d'art, exposicions, xocolatades, cercavila, sopars populars al carrer, ball de nit, concert, activitats esportives, havaneres, correfoc, baixada de trastos, etc.
- Diada de l'11 de setembre. Sopar al carrer i ball, sardanes i ofrena floral.

## Entitats
A la Palma hi ha una important vida associativa, actualment hi podem trobar les següents entitats i associacions:
- Amics del programari lliure associació la Konfraria de la Vila del Pingüí de la Palma (2010)
- Associació de comerciants i d'empresaris de la Palma, ACEP (2001)
- Associació de joves de la Palma, AJLP (2001)
- Associació de mares i pares d'alumnes de l'escola el Solell (1979)
- Casal de la gent gran de la Palma de Cervelló (2006)
- Centre excursionista la Palma, CELP (secció de l'associació MAILP, Muntanyisme i Activitats Infantils La Palma, 1988)
- Comunitat de regants (1856)
- Club de bàsquet i recreatiu la Palma (2006)
- El Pèlac, grup per al medi ambient (1999)
- Esplai Peti Ki Peti (secció del MAILP, 2008)[26]
- Germandat de Sant Isidre (1874)
- Grup de cantaires la Palma (1987)
- La Gralla, associació cultural de la Palma (1997), que consta de les seccions de bastoners (Bastoners de la Palma), gegants (Geganters de la Palma), la Quitxalla (secció infantil de balls populars i tradicionals) i sardanistes (Agrupació Sardanista la Palma)
- Societat Aliança Palmarenca (1966)
- Unió Esportiva la Palma (1919)

## Administració

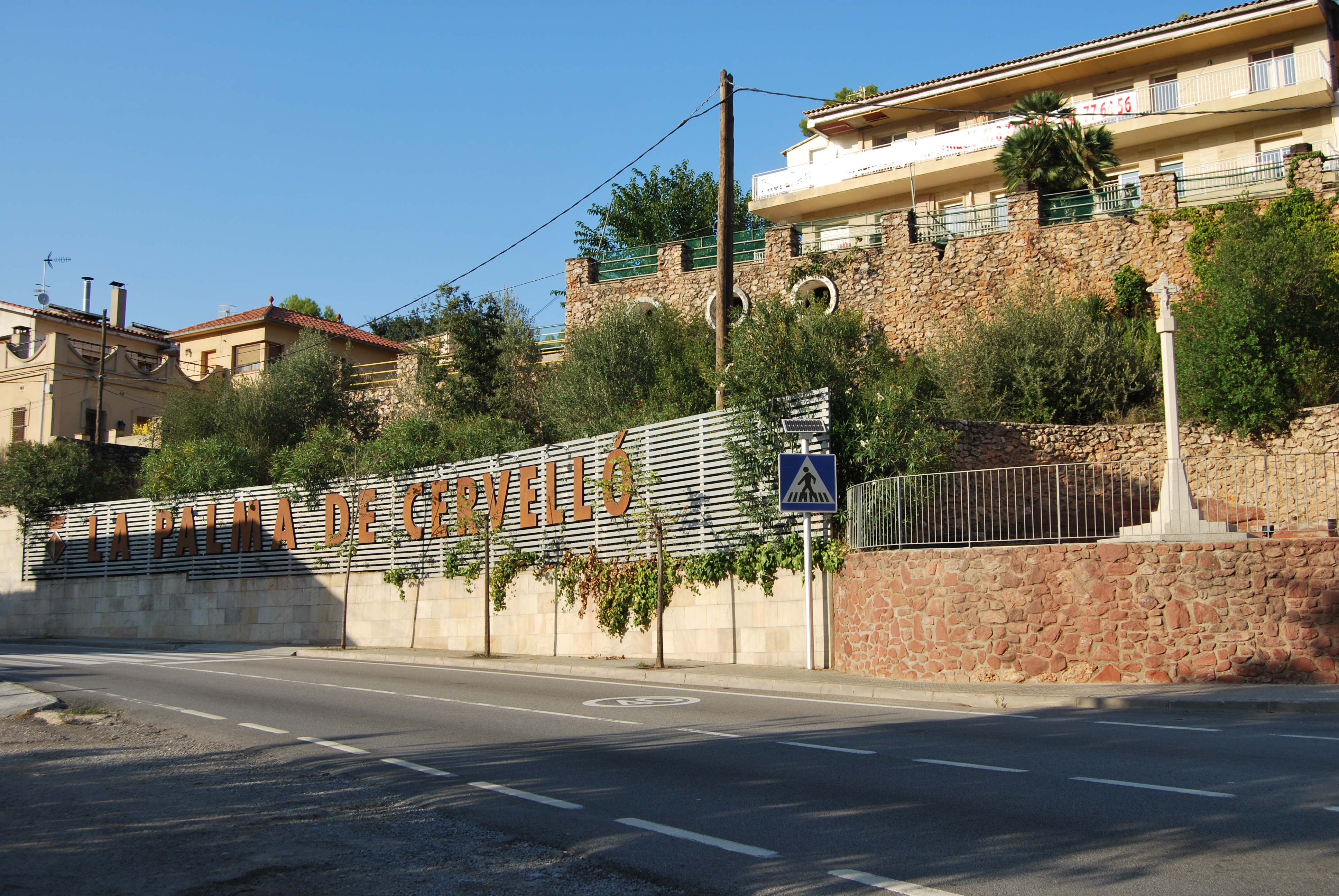
Entrada del municipi (en direcció a Corbera de Llobregat), amb la creu del terme a la dreta

Quan es va desagregar de Cervelló l'any 1998 el municipi va ser gestionat per una comissió gestora fins a les primeres eleccions municipals el 1999.
| Període     | Alcalde o alcaldessa                                                                            | Partit polític                                       | Data de possessió | Observacions |
| ----------- | ----------------------------------------------------------------------------------------------- | ---------------------------------------------------- | ----------------- | ------------ |
| 1979–1983   | Joaquim Soler Calaneta (batlle de Cervelló i la Palma)                                          | CIU                                                  | 19/04/1979        | --           |
| 1983–1987   | Josep Jané Pagès (batlle de Cervelló i la Palma)                                                | Independents                                         | 28/05/1983        | --           |
| 1987–1991   | Josep L. Morant López (batlle de Cervelló i la Palma)                                           | CIU                                                  | 30/06/1987        | --           |
| 1991–1995   | Josep L. Morant López (batlle de Cervelló i la Palma)                                           | CIU                                                  | 15/06/1991        | --           |
| 1995–1999   | Jaume Tintoré (des de 1998)                                                                     | Comissió gestora (des de 1998)                       | 17/06/1995        | --           |
| 1999–2003   | Josep Maria Llop/Pilar Joaniquet (fins a 2001) / Joaquim Obiols/Pilar Joaniquet (a partir 2001) | CIU+PSC (fins a 2001) / EPLP EPM+PSC (a partir 2001) | 03/07/1999        | --           |
| 2003–2007   | Josep Maria Llop                                                                                | CIU                                                  | 14/06/2003        | --           |
| 2007–2011   | Xavier González/Pilar Joaniquet                                                                 | LPS-E+PSC                                            | 16/06/2007        | --           |
| 2011–2015   | Xavier González                                                                                 | LPS-E                                                | 11/06/2011        | --           |
| 2015–2019   | Xavier González                                                                                 | LPS-E                                                | 13/06/2015        | --           |
| 2019-2023   | Xavier González                                                                                 | LPS-ECG                                              | 15/06/2019        | --           |
| Des de 2023 | Anna Pascual Roca                                                                               | Junts per Catalunya                                  | 17/06/2023        | --           |

## Persones destacades relacionades amb la Palma de Cervelló
- Enric Armengol i Rigol (?-1945), ciclista
- Marí Dot i fills (Pere, Robert i Víctor), roseristes i fill i nets de Pere Dot (1885-1976), roserista[29][30][31]
- Ignasi de Gispert i Jordà (1911-1998), advocat
- Josep Maria Llop i Rigol (1963), polític
- Montse Pascual i Vilapua (1965), escaladora[32][33][34][35]
- Pep Pascual i Vilapua (1960), músic
- Jordi Roig i Pi (1957), escriptor i poeta